# Kąp (Ruda)
Kąp – część osady Ruda w Polsce, położona w województwie warmińsko-mazurskim, w powiecie giżyckim, w gminie Miłki.
W latach 1975–1998 Kąp administracyjnie należał do województwa suwalskiego.